# فرت‌ستوارت
فرت‌ستوارت (به انگلیسی: Fort Stewart) یک حوزه سرشماری در ایالات متحده آمریکا است که در جورجیا واقع شده‌است.